# Juan Martín González
Pour les articles homonymes, voir Juan González et González.

a Compétitions nationales et continentales officielles uniquement.

b Matchs officiels uniquement.
Dernière mise à jour le 12 février 2024.
Juan Martín González, né le 14 novembre 2000 à Mendoza (Argentine), est un joueur de rugby à XV international argentin. Il évolue principalement au poste de troisième ligne aile.

## Biographie

### Jeunesse et formation
Juan Martín González commence à jouer au rugby à l'âge de cinq ans avec le Marista Rugby Club (es) dans sa ville natale de Mendoza. Son père et ses frères sont également passés par ce club.
En 2018, il est sélectionné avec l'équipe d'Argentine des moins de 18 ans, entraînée par Lucas Borges, pour participer à une tournée à Biarritz en France. Il est élu capitaine de son équipe par ses coéquipiers.
Plus tard la même année, il est sélectionné avec la sélection des moins de 18 ans de rugby à sept, et dispute les Jeux olympiques de la jeunesse de 2018,. Il est également le capitaine de sa sélection pour ce tournoi. Il remporte la médaille d'or lors de la compétition, après une finale remportée face à la France à San Isidro.
En 2019, il est sélectionné avec l'équipe d'Argentine de rugby à XV des moins de 20 ans pour disputer le championnat du monde junior à domicile. Il dispute cinq matchs comme titulaire avec les Pumitas lors de la compétition, que son équipe termine à la quatrième place,.

### Début de carrière en Argentine (2019-2021)
En 2019, Juan Martín González fait ses débuts avec l'équipe senior du Marista RC dans le Championnat de Oeste, et il est remplaçant lors de la finale que son équipe remporte. Son équipe est ensuite qualifiée pour le Nacional de Clubes, et il est titulaire lors de la phase finale de la compétition, où son équipe échoue en demi-finale,.
En 2020, il est retenu dans le groupe des Pumitas pour préparer le championnat du monde junior 2020 en Italie, mais celui-ci est finalement annulé à cause de la pandémie de Covid-19.
Plus tard la même année, il est sélectionné pour la première fois avec l'équipe d'Argentine senior afin de préparer le Tri-nations 2020. Il ne joue aucune rencontre officielle, mais à l'occasion de s'entraîner avec le groupe pendant quatre mois, et participe à un match de préparation face à l'Australie en novembre 2020,.
Au début de l'année 2021, il rejoint la franchise des Jaguares pour disputer la Súperliga Americana. Il joue son premier match professionnel le 21 mars 2021 contre les colombiens de Cafeteros Pro, marquant un essai à cette occasion. Il est titulaire lors de la finale de la compétition, que son équipe remporte face à Peñarol,. Il dispute un total de neuf rencontres lors la saison, toutes comme titulaire, et inscrit sept essais.
En juin 2021, González est à nouveau sélectionné avec l'équipe d'Argentine, en remplacement de Tomás Lezana blessé, pour disputer la tournée en Europe. Il obtient sa première sélection le 3 juillet 2021 contre la Roumanie à Bucarest. Remplaçant, il entre en jeu en seconde mi-temps et inscrit un essai,. Il est ensuite retenu pour le Rugby Championship 2021 et la tournée de novembre en Europe.

### Arrivée en Angleterre et affirmation internationale (depuis 2021)
En octobre 2021, il s'engage avec le club anglais des London Irish, évoluant en Premiership,. Il joue son premier match le 4 décembre 2021 contre les Newcastle Falcons.
En 2022, il devient en sélection un titulaire indiscutable à son poste, grâce à une série de bonnes performances en Rugby Championship,. Il inscrit quatre essais en six matchs lors de la compétition, dont un lors de la victoire historique contre la Nouvelle-Zélande à Christchurch,. Il forme alors une troisième ligne considérée comme l'une des meilleures du monde, aux côtés de Marcos Kremer et Pablo Matera.
En janvier 2023, il prolonge son contrat avec les London Irish. Cependant, son équipe est suspendue de toutes compétitions pour insolvabilité financière peu de temps après la fin de saison et il se retrouve alors sans club. Par la suite, il est retenu pour participer au Rugby Championship et pour préparer la Coupe du monde.
Durant le mois de juillet 2023, il est annoncé qu'il signe pour les Saracens à compter de la saison 2023-2024, suivant ainsi son compatriote, et coéquipier chez les Irish, Lucio Cinti,.
En août 2023 il est sélectionné dans le groupe argentin retenu pour disputer le Mondial en France. Indiscutable au sein de la troisième ligne des Pumas, il joue les sept matchs de son équipe comme titulaire, et inscrit deux essais. Son équipe termine la compétition à la quatrième place.
Arrivé aux Saracens de façon effective après la Coupe du monde, il joue son premier match sous ses nouvelles couleurs le 12 novembre 2023 face à Newcastle.

## Palmarès

### En club
- Vainqueur du Championnat de Oeste en 2019 avec le Marista Rugby Club (es).
- Vainqueur de la Súperliga Americana en 2021 avec les Jaguares XV.

### En rugby à sept
- Médaille d'or aux Jeux olympiques de la jeunesse en 2018.

## Statistiques en équipe nationale
Au 12 décembre 2024, Juan Martín González compte 40 capes en équipe d'Argentine, dont 33 en tant que titulaire, depuis le 3 juillet 2021 contre l'équipe de Roumanie à Bucarest.
Il participe à trois éditions du Rugby Championship, en 2021, 2022 et 2023. Il dispute quatorze rencontres dans cette compétition.